# Championnat d'Islande de football de troisième division
Le 2. deild karla est un championnat de football islandais. Il s'agit de la troisième division du pays. Ce championnat a été créé en 1966. Jusqu'en 1996, il s'est appelé 3. deild karla.
Le 2. deild karla  est passé de 10 à 12 clubs depuis la saison 2008. Les deux premiers clubs de la division sont promus en deuxième division, les deux derniers sont relégués dans les divisions régionales. En 2007, à la suite du passage à 12 clubs du 1. deild karla (deuxième division), trois équipes ont été promues à l'issue du championnat et une seule reléguée.

## Palmarès
Le palmarès est le suivant :

### 3. deild karla
- 1966 : UMF Selfoss
- 1967 : FH Hafnarfjörður
- 1968 : Völsungur Húsavík
- 1969 : Ármann
- 1970 : Þróttur Nesk
- 1971 : Völsungur Húsavík
- 1972 : Þróttur Nesk
- 1973 : ÍB Ísafjörður
- 1974 : Vikingur Ólafsvík
- 1975 : Þór Akureyri
- 1976 : Reynir Sandgerði
- 1977 : Fylkir Reykjavik
- 1978 : UMF Selfoss
- 1979 : Völsungur Húsavík
- 1980 : Reynir Sandgerði
- 1981 : UMF Njarðvík
- 1982 : Víðir Garður
- 1983 : UMF Skallagrímur
- 1984 : Fylkir Reykjavik
- 1985 : UMF Selfoss
- 1986 : Leiftur Ólafsfjörður
- 1987 : Fylkir Reykjavik
- 1988 : Stjarnan Garðabær
- 1989 : KS
- 1990 : Þróttur Reykjavik
- 1991 : Leiftur Ólafsfjörður
- 1992 : Tindastóll Sauðárkrókur
- 1993 : UMF Selfoss
- 1994 : UMF Skallagrímur
- 1995 : Völsungur Húsavík
- 1996 : Dalvík

### 2. deild karla
- 1997 : HK Kópavogur
- 1998 : Víðir Garður
- 1999 : Tindastóll Sauðárkrókur
- 2000 : Thór Akureyri
- 2001 : Haukar Hafnarfjörður
- 2002 : HK Kópavogur
- 2003 : Völsungur Húsavík
- 2004 : Leiftur Ólafsfjörður
- 2005 : Leiknir Reykjavík
- 2006 : KF Fjarðabyggðar
- 2007 : Haukar Hafnarfjörður
- 2008 : IR Reykjavik
- 2009 : Grótta Seltjarnarnes
- 2010 : Vikingur Ólafsvík
- 2011 : Tindastóll//Hvöt
- 2012 : Völsungur Húsavík
- 2013 : HK Kópavogur
- 2014 : KF Fjarðabyggðar
- 2015 : Huginn Seyðisfjörður
- 2016 : IR Reykjavik
- 2017 : UMF Njarðvík
- 2018 : UMF Afturelding
- 2019 : UMF Leiknir Fáskrúdsfjördur
- 2020 : championnat arrêté
- 2021 : Þróttur Vogum
- 2022 : UMF Njarðvík
- 2023 : Dalvík/Reynir
- 2024 : UMF Selfoss